# ETB Wohnbau Baskets Essen
L'ETB Wohnbau Baskets Essen è una società cestistica avente sede ad Essen, in Germania. Fondata nel 1960, gioca nel campionato tedesco.
Disputa le partite interne nello Sportpark Am Hallo, che ha una capacità di 3.000 spettatori.